# میلیس دو کرانگال
میلیس دو کرانگال (به فرانسوی: Maylis de Kerangal) نویسنده قرن بیستم میلادی اهل فرانسه است.